# Yvonne Fair
Yvonne Fair (Flora Yvonne Coleman, ur. 21 października 1942, zm. 6 marca 1994) – amerykańska piosenkarka soulowa, najbardziej znana z wykonania utworu "It Should Have Been Me" w 1976 roku.

## Życiorys
Urodziła się pod nazwiskiem Flora Yvonne Coleman w Richmond w Wirginii. Karierę muzyczną rozpoczęła w The Chantels, śpiewała w zespole Jamesa Browna. Pojawiła się w niewielkiej roli w filmie Lady Sings the Blues.
Była żoną Sammy Straina. Zmarła w Las Vegas, w wieku 51 lat. Pochowana została w Davis Memorial Park w Las Vegas.
Jej największy przebój, It Should Have Been Me, wykorzystano w ścieżce dźwiękowej filmu Dziennik Bridget Jones.

## Dyskografia

### Albumy
- The Bitch Is Black (1975)

### Single
- Funky Music Sho Nuff Turns Me On / Let Your Hair Down
- It Should Have Been Me / You Can't Judge a Book By Its Cover
- t's Bad For Me To See You / Walk Out the Door If You Wanna